# Antonio Lavareda
José Antonio Guimarães Lavareda Filho (Recife, 5 de julho de 1951) é um cientista político e escritor brasileiro. É especialista em comportamento eleitoral e marketing político.
Antonio Lavareda é pioneiro, no Brasil, nos estudos teóricos e na utilização de ferramentas de neuropolítica.[carece de fontes?]

## Biografia
Antonio Lavareda é doutor em ciência política pelo Instituto Universitário de Pesquisas do Rio de Janeiro (IUPERJ) e mestre em Sociologia pela Universidade Federal de Pernambuco (UFPE).
É diretor-presidente da MCI-Estratégia. Também é presidente do conselho científico do Instituto de Pesquisas Sociais Políticas e Econômicas (IPESPE) e fundador do Laboratório de Neurociência Aplicada (NeuroLab).
É professor colaborador da pós-graduação em ciência política da UFPE. Foi professor e coordenador do mestrado em ciência política da UFPE (1984-1986) e pesquisador visitante na Universidade da Califórnia em Berkeley (1983-1984).
Participou, como coordenador ou consultor de estratégia de 91 campanhas majoritárias - presidente, governadores, senadores e prefeitos - em todo o país, tendo trabalhado também em Portugal e na Bolívia.
Foi o responsável por introduzir no Brasil - com a equipe do IPESPE - diversos métodos e técnicas que revolucionaram e inspiraram até hoje a prática das pesquisas e do marketing nas campanhas e nos estudos acadêmicos. Em 2015, foi homenageado pelo conjunto da obra no Congresso da ALICE (Associação Latino-Americana de Pesquisadores Eleitorais).
Apresentou um programa de televisão, o Ponto a Ponto, dedicado às pesquisas de opinião pública, juntamente com a jornalista Mônica Bergamo, na BandNews TV, e é colunista da BandNews FM.
De setembro de 2017 a março de 2022, apresentou o programa de entrevistas 20 Minutos na TV Jornal, afiliada do SBT em Pernambuco, no programa já entrevistou o Ministro de Minas e Energia Fernando Coelho Filho, o vice-governador de Pernambuco, Raul Henry, o Ministro da Defesa, Raul Jungmann, o Ministro do TCU, José Múcio Monteiro e o cantor baiano ex-Ministro da Cultura, Gilberto Gil.

## Obras
Antonio Lavareda é autor de livros nas áreas de opinião pública, partidos políticos e eleições:
- Governo de Oposição em Pernambuco: limites e possibilidades. Com Cristovam Buarque, 1982.
- Representação, Legitimidade e Crise Política‎. Recife: Editora Universitária da UFPE, 1985, 152p.[2]
- Poder e Voto: luta política em Pernambuco‎. Recife: Massangana, 1986, 210p. Coorganizador com Constança Pereira de Sá.
- A Vitória de Arraes. Recife: Inojosa, 1987, 280p. Organizador[2]
- A Democracia nas Urnas: o processo partidário-eleitoral brasileiro (1945-1964). Rio de Janeiro: IUPERJ, 1991[11]
- Partidos no Pós-guerra: primeiras eleições em Pernambuco. Recife: UFPE, 2008, 184p.
- Emoções Ocultas e Estratégias Eleitorais. Rio de Janeiro: Objetiva, 2009[12]
- Como o Eleitor Escolhe seu Prefeito: xampanha e voto nas eleições municipais. Rio de Janeiro: FGV, 2011, Coorganizador com Helcimara Telles.[13]
- A Relevância da Ciência Política: comentários à contribuição de Olavo Brasil de Lima Jr. Rio de Janeiro: Revan, 2014, 280p. Coorganizador com Gláucio Ary Dillon Soares.[14]
- Voto e Estratégias de Comunicação Política na América Latina. Curitiba: Appris, 2015, Coorganizador com Helcimara Telles.[15]
- A Lógica das Eleições Municipais. Rio de Janeiro: FGV, 2016, 420p. Coorganizador com Helcimara Telles.[16]
- Neuropropaganda de A a Z: o que um publicitário não pode desconhecer. São Paulo: Record, 2016, 248p. Coautor com João Paulo Castro.
- Eleições Municipais, Novas Ondas na Política. Rio de Janeiro: FGV, 2020, 364p. Coorganizador com Helcimara Telles[17]